# Нью-Рівер (Вірджинія)
Нью-Рівер (англ. New River) — переписна місцевість (CDP) в США, в окрузі Пуласкі штату Вірджинія. Населення — 237 осіб (2020).

## Географія
Нью-Рівер розташований за координатами 37°8′35″ пн. ш. 80°35′45″ зх. д. / 37.14306° пн. ш. 80.59583° зх. д. (37.142959, -80.595876).  За даними Бюро перепису населення США в 2010 році переписна місцевість мала площу 1,02 км², з яких 1,02 км² — суходіл та 0,00 км² — водойми.

## Демографія
Згідно з переписом 2010 року, у переписній місцевості мешкали 244 особи в 110 домогосподарствах у складі 78 родин. Густота населення становила 239 осіб/км².  Було 130 помешкань (127/км²).
Расовий склад населення:
| - 57,8 % — білих - 38,1 % — чорних або афроамериканців - 0,8 % — корінних американців |

До двох чи більше рас належало 3,3 %. Частка іспаномовних становила 1,2 % від усіх жителів.
За віковим діапазоном населення розподілялося таким чином: 16,8 % — особи молодші 18 років, 64,3 % — особи у віці 18—64 років, 18,9 % — особи у віці 65 років та старші. Медіана віку мешканця становила 47,0 року. На 100 осіб жіночої статі у переписній місцевості припадало 100,0 чоловіків;  на 100 жінок у віці від 18 років та старших — 93,3 чоловіків також старших 18 років.
Середній дохід на одне домашнє господарство  становив 99 752 долари США (медіана — 85 250), а середній дохід на одну сім'ю — 100 220 доларів (медіана — 87 417). За межею бідності перебувало 1,4 % осіб, у тому числі 0,0 % дітей у віці до 18 років та 0,0 % осіб у віці 65 років та старших.
Цивільне працевлаштоване населення становило 209 осіб. Основні галузі зайнятості: виробництво — 39,2 %, освіта, охорона здоров'я та соціальна допомога — 32,1 %, транспорт — 21,5 %.